# Xã đặc quyền Calumet, Michigan
Xã Calumet (tiếng Anh: Calumet Township) là một xã thuộc quận Houghton, tiểu bang Michigan, Hoa Kỳ. Năm 2010, dân số của xã này là 6.489 người.